# じんつう (護衛艦)
じんつう（ローマ字：JS Jintsu, DE-230）は、海上自衛隊の護衛艦。あぶくま型護衛艦の2番艦。艦名は神通川に由来し、この名を持つ日本の艦艇としては、旧海軍の川内型軽巡洋艦「神通」に続き2代目にあたる。

2022年12月に公表された防衛力整備計画で、2027年度までに除籍することが発表された。

2025年7月、本艦含むあぶくま型全艦をフィリピンへ輸出することで日比両政府が一致した認識を持っていることが報じられた。
本記事は、本艦の艦歴について主に取り扱っているため、性能や装備等の概要についてはあぶくま型護衛艦を参照されたい。

## 艦歴
「じんつう」は、中期防衛力整備計画に基づく昭和61年度計画1,900トン型乙型護衛艦1230号艦として、日立造船舞鶴工場で1988年4月14日に起工され、1989年1月31日に進水、1990年2月28日に就役し、舞鶴地方隊第31護衛隊に編入された。
1992年12月7日、対馬海峡東水道にてロシア海軍ウダロイ級駆逐艦「アドミラル・トリブツ」に対する警戒監視を実施。
2003年11月6日、舞鶴地方隊第24護衛隊に編入。
2005年6月17日、大湊地方隊第25護衛隊に編入、定係港が舞鶴から大湊に転籍。
2008年3月26日、自衛艦隊の大改編により第25護衛隊が第15護衛隊に改称され、護衛艦隊隷下に編成替え。
2010年7月23日から7月27日まで、ロシアのウラジオストク沖で市制130周年記念行事と観艦式に参列後、第11回日露捜索・救難共同訓練SAREXに護衛艦「ひえい」とともに参加。
2011年6月1日、編成替えにより護衛艦隊第13護衛隊に編入、定係港が大湊から佐世保に転籍。
2018年1月28日22時30分頃、下対馬の西南西約65 kmの海域において、北東進する中国海軍のジャンカイII級フリゲート1隻を発見した。その後、同29日に当該艦艇は対馬海峡を北上、一時的に日本海に進出した後、同日中に反転し対馬海峡を南下、東シナ海に向けて航行した。これら一連の行動を確認するまでの間、海上自衛隊第1航空群所属のP-3C哨戒機と共に所要の情報収集・警戒監視を行った。
同年4月5日8時頃、宮古島の北北東約130 kmの海域において、南東進する中国海軍のジャンカイII級フリゲート2隻、フチ級補給艦1隻による艦隊を発見した。その後、当該艦隊が沖縄本島と宮古島の間を南東進し、太平洋に進出したことを確認するまでの間、所要の情報収集・警戒監視を行った。
2020年6月19日深夜4時頃、下対馬の南西約150 kmの海域において、同海域を北東進するロシア海軍のウダロイI級駆逐艦1隻を確認した。当該艦艇が対馬海峡を北東進し、日本海へ向けて航行したことを確認するまでの間、所要の情報収集・警戒監視を行った。
2021年、ロービジ（「ロービジリティ」Low-visibilityの略）塗装へ塗装変更。その内容としては、煙突頂部の汚れを目立たなくするための黒帯の廃止、艦番号及び艦名の灰色化かつ無影化、艦橋上の対空表示（航空機に対し艦番号下2桁を表示するための塗装）の消去。
同年10月11日13時頃、対馬の南西約320 kmの海域において、同海域を北東進する中国海軍のレンハイ級駆逐艦1隻、ルーヤンIII級駆逐艦1隻、ジャンカイII級フリゲート2隻、フチ級補給艦1隻、ダラオ級潜水艦救難艦1隻による艦隊を確認した。その後、当該艦隊が対馬海峡を北東進し日本海に出たことを確認するまでの間、海上自衛隊佐世保警備隊所属「あまくさ」、第4航空群および第1航空群所属のP-1哨戒機と共に所要の情報収集・警戒監視を行った。
2021年11月9日、九州西方海域において日加共同訓練(KAEDEX21)に参加。カナダ海軍フリゲート「ウィニペグ」と各種訓練を実施。「じんつう」艦長は、「今回の共同訓練を通じて、本艦の戦術技量の向上及び加海軍との連携の強化を図りました。カナダ海軍は、「自由で開かれたインド太平洋」の実現という同じ目標を共有するアジア太平洋地域の重要なパートナーであり、日加海軍種は、機会を捉えて共に活動しています。」と述べた。
2022年5月22日15時45分頃、横須賀基地内で、佐世保港に向けて出港する際に、停泊中の掃海母艦「うらが」に艦首を接触する事故を起こした。本艦はその後、自力で横須賀基地に着岸した。事故による負傷者はなく、油の流出もなかったが、艦首部が縦1m、横1mに渡ってつぶれ、「うらが」側は船体右側面中央部が縦3m、横3mに渡ってへこみ、一部亀裂が入った。2023年9月28日、運輸安全委員会は、方向転換が不十分なまま、本艦が狭い海域で前進後退を繰り返し、近くに停泊中の「うらが」に衝突したとする事故の調査報告書を公表した。
同年12月に公表された防衛力整備計画で、2027年度までに除籍することが発表された（あぶくま型全艦に対する措置であり、先述の事故との関連性はない。）。
2023年3月16日10時頃、奄美大島の西約160 kmの海域において、同海域を東進する中国海軍のジャンカイII級フリゲート（艦番号515）を確認した。その後、当該艦艇が奄美大島と横当島の間を抜けて太平洋に出たことを確認するまでの間、海上自衛隊第46掃海隊「ししじま」、第4航空群および第1航空群所属のP-1哨戒機と共に所要の情報収集・警戒監視を行った。
同年3月18日9時頃、石垣島の南西約120 kmの海域において、同海域を西進する中国海軍のジャンカイII級フリゲート（艦番号515）を確認した。その後、当該艦艇が与那国島と台湾の間を抜け、魚釣島の西約80kmの海域を北上したことを確認するまでの間、所要の情報収集・警戒監視を行った。
2025年3月3日、沖縄南方海域において、海上保安庁と共同訓練を実施した。海保からは第十一管区海上保安本部、巡視船「りゅうきゅう」、「やえやま」が参加し、情報共有訓練、護衛艦と巡視船の運動要領等に関する訓練を実施した。
2025年7月、本艦含むあぶくま型全艦をフィリピンへ輸出することで日比両政府が一致した認識を持っていることが報じられた。

現在は護衛艦隊第13護衛隊に所属し、定係港は佐世保である。

### 歴代艦長
| 代 | 氏名       | 在任期間               | 出身校・期 | 前職                             | 後職                                              | 備考                            |
| -- | ---------- | ---------------------- | ---------- | -------------------------------- | ------------------------------------------------- | ------------------------------- |
| 01 | 多田省一   | 1990.2.28 - 1991.3.21  |            | じんつう艤装員長                 | 海上自衛隊幹部学校付                              |                                 |
| 02 | 角田 繁    | 1991.3.22 - 1992.3.25  | 防大14期   | 護衛艦隊司令部幕僚               | 第4海上訓練指導隊砲術科長                         | 就任時3等海佐 1992.1.1、2等海佐 |
| 03 | 竹口健二   | 1992.3.26 - 1993.3.9   | 防大19期   | 海上幕僚監部防衛部防衛課         |                                                   |                                 |
| 04 | 井崎秀則   | 1993.3.10 - 1994.3.24  | 防大20期   | はるな砲雷長                     | 自衛艦隊司令部幕僚                                |                                 |
| 05 | 岩田高明   | 1994.3.25 - 1995.3.29  |            | 第1護衛隊群司令部幕僚            | 海上幕僚監部調査部                                |                                 |
| 06 | 影山博文   | 1995.3.30 - 1996.8.19  | 防大14期   | ゆうぎり船務長 兼 副長           | 海上自衛隊東京業務隊付                            |                                 |
| 07 | 菅原貞眞   | 1996.8.20 - 1997.12.7  | 防大20期   | 護衛艦隊司令部幕僚               | ゆうぎり艦長                                      |                                 |
| 08 | 伊藤 誠    | 1997.12.8 - 1999.3.25  | 防大23期   | 自衛艦隊司令部幕僚               | 海上自衛隊幹部学校付                              |                                 |
| 09 | 山口彰二   | 1999.3.26 - 2000.3.23  | 防大22期   | 海上幕僚監部調査部調査課         | うみぎり艦長                                      | 就任時3等海佐 1999.7.1、2等海佐 |
| 10 | 久保田守   | 2000.3.24 - 2001.4.1   |            | ひえい船務長                     | 通信保全業務隊副長                                |                                 |
| 11 | 筧 豊隆    | 2001.4.2 - 2002.3.21   | 防大26期   | 舞鶴基地業務隊補充部付           |                                                   | 2002.1.1 1等海佐昇任            |
| 12 | 井元啓人   | 2002.3.22 - 2003.2.19  | 防大21期   | 海上自衛隊第1術科学校教官        | ありあけ艦長                                      | 就任時3等海佐 2002.7.1、2等海佐 |
| 13 | 髙橋政則   | 2003.2.20 - 2004.2.5   |            | 護衛艦隊司令部幕僚               | たかなみ艦長                                      |                                 |
| 14 | 田中 淳    | 2004.2.6 - 2005.3.31   | 防大28期   | 自衛艦隊司令部                   |                                                   |                                 |
| 15 | 茂津田晴道 | 2005.4.1 - 2006.3.23   | 防大27期   |                                  | 横須賀地方総監部防衛部 第3幕僚室長 兼 第5幕僚室長 |                                 |
| 16 | 落合 健    | 2006.3.24 - 2007.3.25  |            | むろと副長                       |                                                   |                                 |
| 17 | 加藤一郎   | 2007.3.26 - 2008.8.14  |            | しらね砲雷長                     |                                                   |                                 |
| 18 | 中田悦司   | 2008.8.15 - 2009.8.19  |            | すおう艦長                       | 大湊海上訓練指導隊                                |                                 |
| 19 | 堀場恒明   | 2009.8.20 - 2010.8.9   | 防大28期   | くにさき運用長 兼 副長           | 第3ミサイル艇隊司令                               |                                 |
| 20 | 後藤康二   | 2010.8.10 - 2011.8.24  | 防大32期   | 海上幕僚監部防衛部装備体系課     | 横須賀地方総監部管理部                            |                                 |
| 21 | 高橋秀彰   | 2011.8.25 - 2012.7.31  | 防大39期   | しらね船務長                     | 海上自衛隊幹部学校付                              |                                 |
| 22 | 井伊正章   | 2012.8.1 - 2013.6.27   | 防大37期   | 第1護衛隊群司令部幕僚            | 艦艇開発隊艦艇第1科長                             |                                 |
| 23 | 石井和徳   | 2013.6.28 - 2014.8.7   |            | ちょうかい砲雷長 兼 副長         | 艦艇開発隊艦艇第2科長                             |                                 |
| 24 | 石寺隆彦   | 2014.8.8 - 2015.7.20   | 防大39期   | ちょうかい船務長 兼 副長         | 防衛大学校訓練部首席指導教官                      |                                 |
| 25 | 松本明彦   | 2015.7.21 - 2016.12.19 |            | 佐世保海上訓練指導隊対潜戦術科長 |                                                   |                                 |
| 26 | 秋元則仁   | 2016.12.20 - 2018.8.8  | 防大36期   | 舞鶴海上訓練指導隊船務航海科長   | 稚内基地分遣隊長                                  |                                 |
| 27 | 大濵英樹   | 2018.8.9 - 2019.7.3    |            | 第2ミサイル艇隊司令              | 海上自衛隊第1術科学校教官 兼 研究部員             |                                 |
| 28 | 大西浩太郎 | 2019.7.4 - 2020.8.20   | 防大46期   | 自衛艦隊司令部幕僚               | 海上幕僚監部防衛部運用支援課                      |                                 |
| 29 | 針原寛幸   | 2020.8.21 - 2021.7.27  | 防大48期   | 護衛艦隊司令部                   | 海上幕僚監部指揮通信情報部情報課                  |                                 |
| 30 | 中島康裕   | 2021.7.28 - 2023.3.0   |            | 海洋業務・対潜支援群司令部       |                                                   |                                 |
| 31 | 萩尾隆二   | 2023.3.0 -             |            |                                  |                                                   |                                 |
| 32 | 大野 茂    | 2024.8.0- 2025.7.22    |            |                                  |                                                   |                                 |
| 33 | 竹島未来   | 2025.7.23 -            |            |                                  |                                                   |                                 |

## ギャラリー

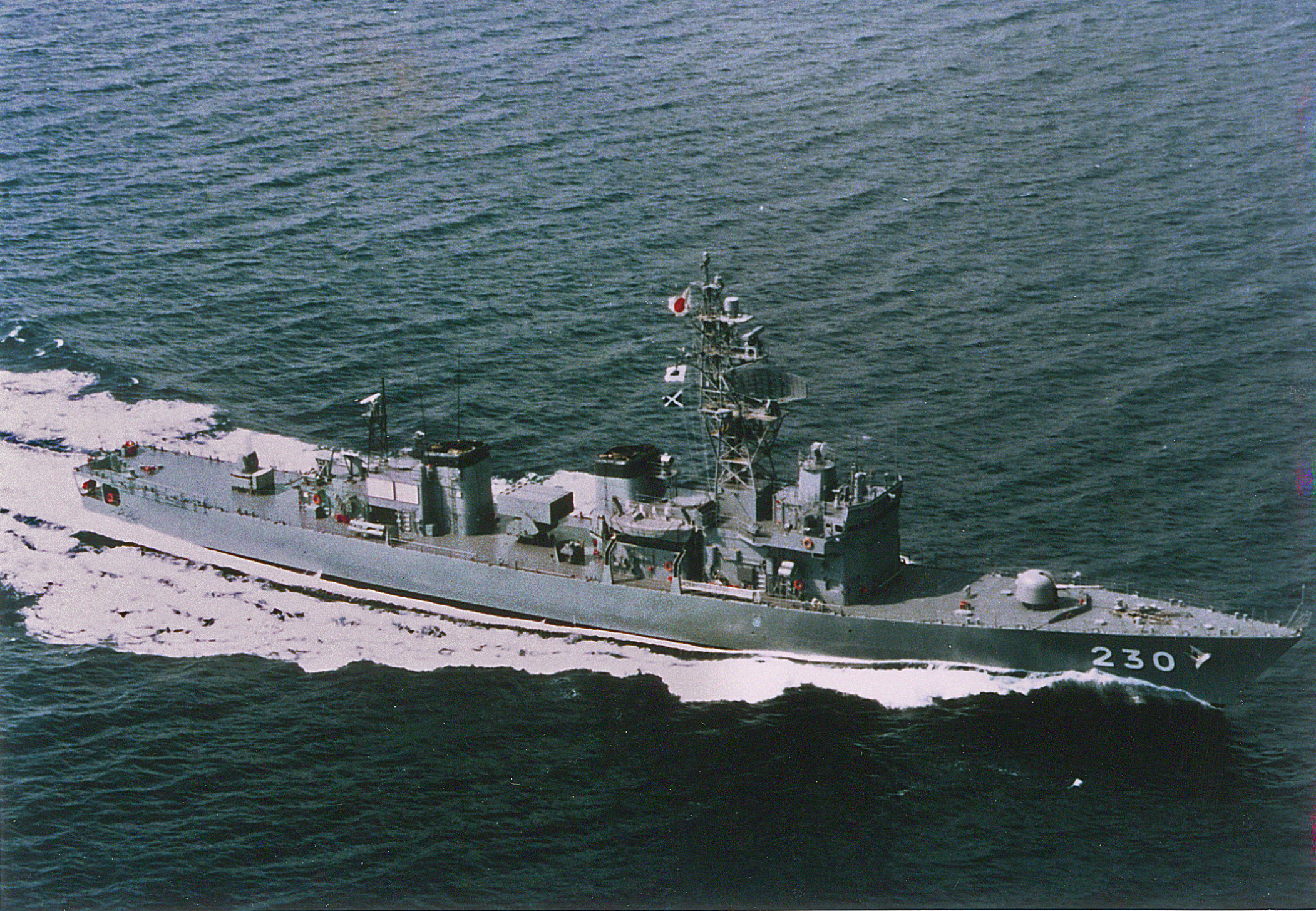
洋上を往く「じんつう」 就役前の公試中における撮影
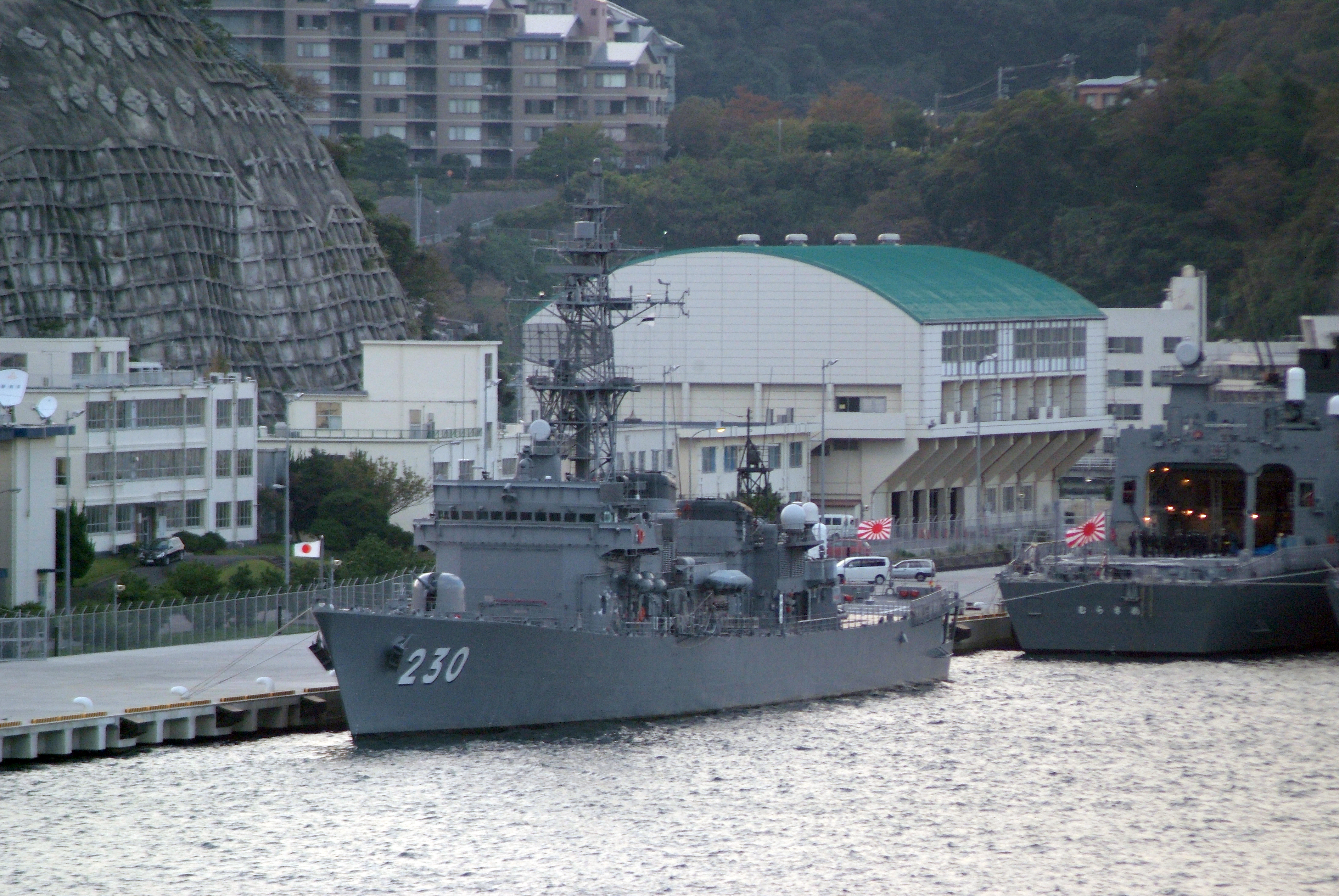
横須賀基地にて
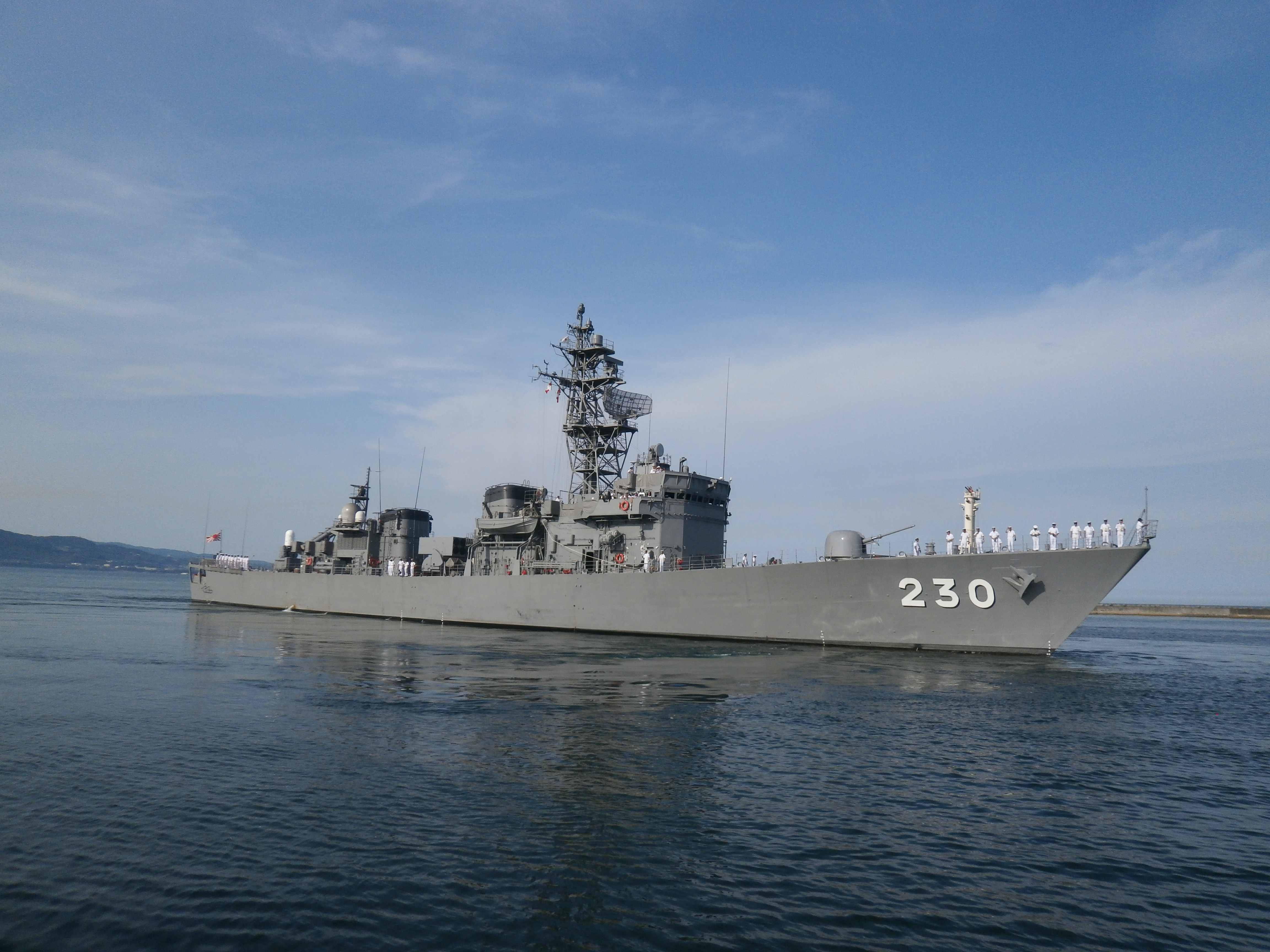
別府港を出港する「じんつう」(2016年7月31日)
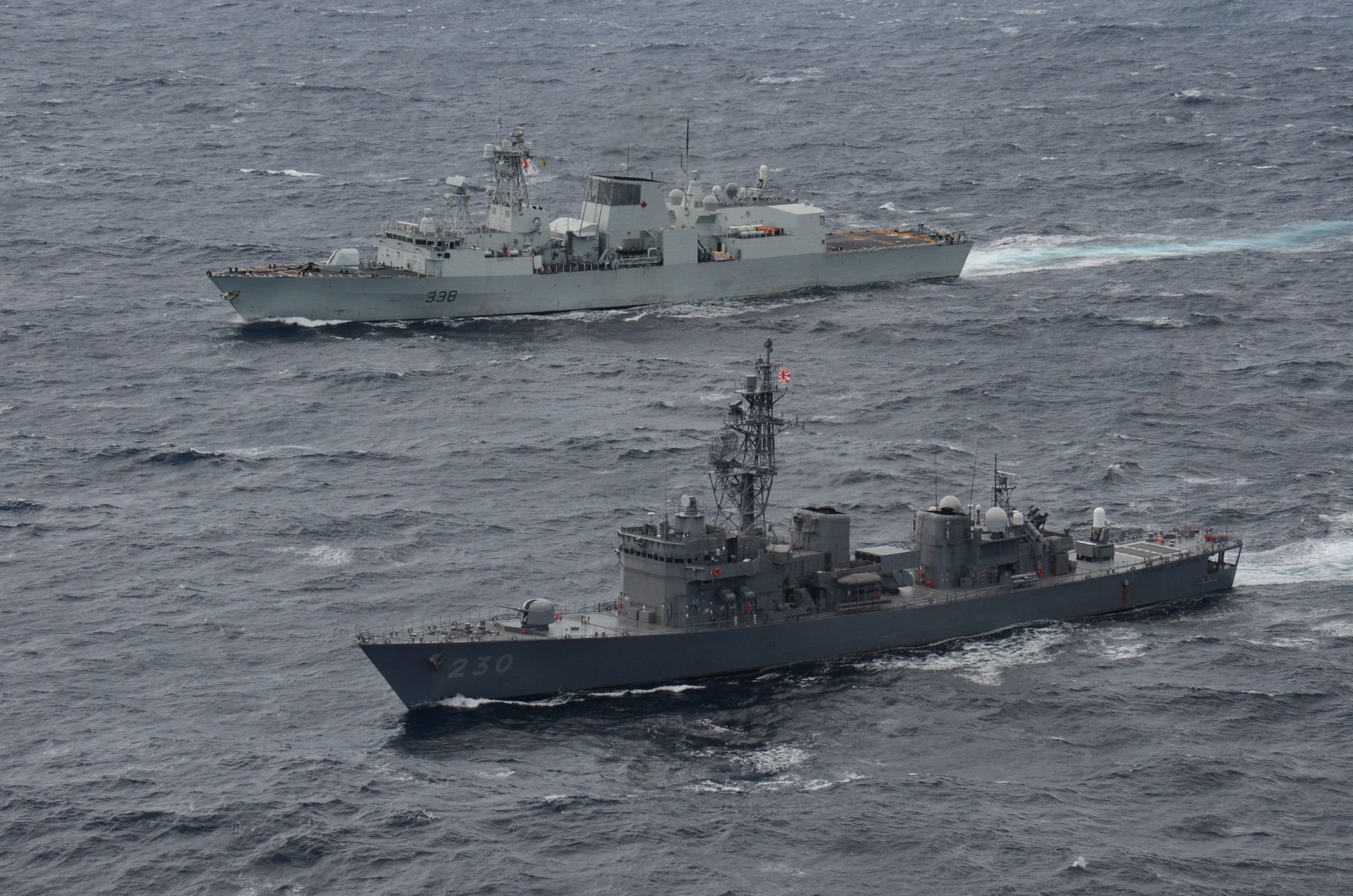
KAEDEX21における「じんつう」。塗装はロービジ化されている。
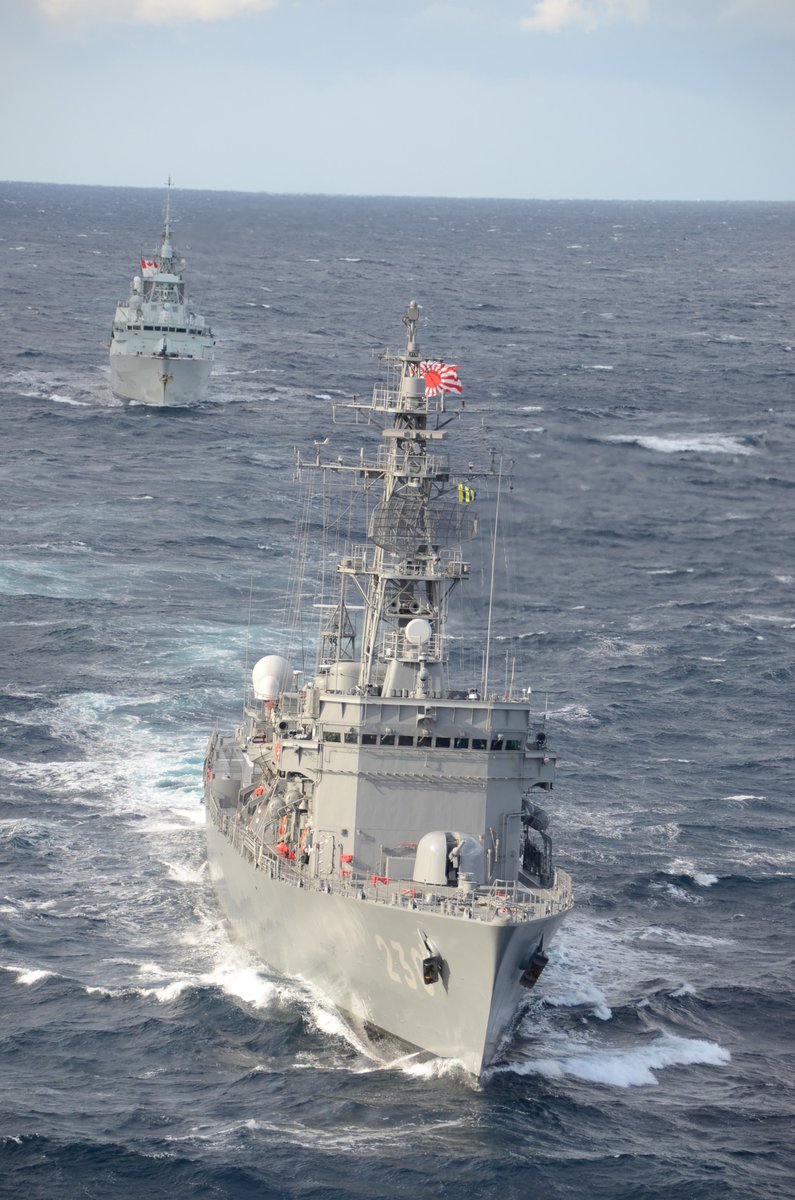
KAEDEX21において単縦陣を組む「じんつう」と「ウィニペグ」。